# Let's Get Romantic
Let's Get Romantic är ett studioalbum av den svenska popartisten Harpo, utgivet 1984 på EMI. Albumet utgavs på LP och kassett, men har inte utkommit på CD. Det producerades och arrangerades av Bengt Palmers.

## Låtlista
Sida A
1. "Romantic" – 4:29
2. "Party Girl" – 4:27
3. "Where Do We Go from Here" – 3:51
4. "Aeroplane" – 4:34
5. "Joey" – 3:12

Sida B
1. "Light a Candle" – 4:31
2. "Somewhere in France" – 3:50
3. "Why Can't We Be Friends?" – 3:38
4. "Back in the Woods" – 3:07
5. "Wishing You Were Here" – 4:57